# Brodie Lee
Brodie Lee, właśc. Jonathan Huber (ur. 16 grudnia 1979 w Rochester w Nowym Jorku, zm. 26 grudnia 2020 w Jacksonville) – amerykański wrestler. Najbardziej znany był ze swoich kadencji w WWE, gdzie występował pod pseudonimem Luke Harper i AEW, gdzie znany był pod pseudonimem Brodie Lee i występował tam przed samą śmiercią.
Huber był znany z występów w licznych federacjach niezależnych pod pseudonimem Brodie Lee, głównie w federacjach Chikara i Squared Circle Wrestling (2CW). Walczył również dla Ring of Honor (ROH) oraz w Japonii dla Dragon Gate (DG).
W WWE jest byłym posiadaczem NXT Tag Team Championship wraz z Erickiem Rowanem, którzy reprezentowali The Wyatt Family. Posiadał również WWE Intercontinental Championship oraz WWE SmackDown Tag Team Championship z Brayem Wyattem i Randym Ortonem pod regułą Freebird Rule.

## Kariera profesjonalnego wrestlera

### Początki kariery
Pierwsze kroki w świecie wrestlingu Huber stawiał na własnym podwórku, razem ze swoim bratem.
W 2003 rozpoczął pracę w niezależnej federacji NWA Upstate (znanej wtedy jako Rochester Pro Wrestling), gdzie jako Brodie Lee zdobywał wiele tytułów, w tym trzykrotnie NWA Upstate Heavyweight Championship.

### Chikara (2007–2012)
Huber zadebiutował w niezależnej federacji Chikara 24 marca 2007 roku. Początkowo miał on tego dnia nie walczyć, dano mu jednak szansę, gdy okazało się, że jeden z wrestlerów nie zjawił się na evencie. Dwa miesiące później Huber ponownie pojawił się w federacji, przyjmując gimmick kierowcy ciężarówki. Przez ponad pół roku utrzymywał serię zwycięstw.
W kwietniu 2008 roku Brodie Lee został wyzwany na pojedynek przez Claudia Castagnolię. Ich pierwsze starcie zakończyło się, gdy Castagnolia przypadkowo uderzył sędziego i został zdyskwalifikowany. Podobnie zakończyło się i drugie, tym razem jednak to Lee uderzył sędziego. Doprowadziło to do No Disqualification Matchu (pojedynku bez dyskwalifikacji), który, z pomocą innych wrestlerów, wygrał Lee. Rywalizacja pomiędzy Castagnolią a Brodiem Lee zakończyła się w pierwszym w historii Chikary Steel Cage Matchu, z którego zwycięsko wyszedł Castagnolia.
Pod koniec 2008 została utworzona grupa The Roughnecks, w której skład wchodzili Lee, Eddie Kingston i Grizzly Redwood. Wkrótce jednak Kingston opuścił grupę, a Lee i Redwood zostali tag teamem. Po jednym z przegranych starć sfrustrowany Lee zaatakował Redwooda, rozwiązując tym samym tag team. 20 listopada 2010 Lee i Redwood ponownie połączyli siły, by zmierzyć się ze wspólnym wrogiem – Dasherem Hatfieldem oraz jego partnerem.
W maju 2011 roku Lee zmuszony był do wycofania się z turnieju o Chikara Grand Championship z powodu kontuzji; do ringu wrócił 30 października.
25 marca 2012 roku Huber po raz ostatni stoczył walkę w Chikarze, przegrywając z Eddiem Kingstonem w pojedynku, którego stawką był pas Chikara Grand Championship.

### WWE

#### The Wyatt Family (2012–2014)
W marcu 2012 Huber podpisał kontrakt rozwojowy z federacją WWE. 18 maja 2012 zadebiutował w ówczesnej rozwójówce WWE – Florida Championship Wrestling (FCW).
Huber zadebiutował jako Luke Harper 7 listopada 2012 roku po tym, jak FCW przemieniono w NXT. Przedstawiono go jako pobratymca Braya Wyatta, „pierwszego syna” Wyatt Family. Wkrótce przedstawiono również „drugiego syna” – Ericka Rowana, z którym to Harper utworzył tag team. Harper i Rowan dotarli razem do finału turnieju o NXT Tag Team Championship, w którym zostali pokonani przez Adriana Neville’a i Olivera Greya. 8 maja 2013 Harper i Rowan pokonali Neville’a i Bo Dallasa w starciu o pasy NXT Tag Team Championship. Stracili je 17 lipca 2013 roku, przegrywając z Neville’em i Coreyem Gravesem.
W maju 2013 roku WWE zaczęło publikować krótkie filmiki zapowiadające debiut Wyatt Family w głównych programach. The Wyatt Family zadebiutowało w lipcu, atakując Kane’a. W następnych miesiącach Harper i Rowan dominowali nad innymi tag teamami. Pierwszą porażką odnieśli 11 października w walce przeciwko Goldustowi i Stardustowi. Na początku 2014 roku rywalizowali z grupą The Shield, wspierając jednocześnie Braya Wyatta w jego własnej rywalizacji z Johnem Ceną. Przez to również rozpoczęła się rywalizacja między Harperem i Rowanem a ówczesnymi posiadaczami pasów WWE Tag Team Championship – braćmi Uso, którzy to wspierali Cenę. Próby zdobycia tytułów nie powiodły się.

#### Intercontinental Championship (2014–2015)
Począwszy od września 2014 roku publikowane były filmy, w których Bray Wyatt „uwalniał” swoich pobratymców, kończąc działalność grupy The Wyatt Family. Harper obrał za cel posiadacza Intercontinental Championship – Dolpha Zigglera. Dołączył również do Authority, przez co natychmiast dostał szansę zdobycia tytułu Zigglera. 17 listopada, z pomocą wrestlerów z Authority, Harper pokonał Zigglera i stał się nowym mistrzem interkontynentalnym. Ziggler odzyskał pas w grudniu, na gali TLC: Tables, Ladders and Chairs.
Harper brał udział w 7-osobowym Ladder matchu na WrestleManii 31, który doprowadził do kilku pojedynków Harpera z Deanem Ambrosem.

#### Powrót The Wyatt Family (2015–2017)
W maju 2015 Harper ponownie połączył siły z Erickiem Rowanem. Po tym, jak Rowan został kontuzjowany, Harper pomógł Brayemu Wyattowi pokonać Romana Reignsa na Battleground. W sierpniu zadebiutował nowy członek The Wyatt Family – Braun Strowman – a w październiku powrócił Erick Rowan. Grupa rozpoczęła rywalizację z Undertakerem i Kane’em, która doprowadziła do przegranego starcia na Survivor Series. Na Raw tuż po gali Wyatt i Harper zawalczyli z powracającymi Dudley Boyz. W następnych tygodniach do Dudley Boyz dołączyli Tommy Dreamer i Rhyno. Dwie grupy zawalczyły ze sobą na TLC: Tables, Ladders and Chairs, z walki zwycięsko wyszło The Wyatt Family. W styczniu 2016 roku wszyscy członkowie grupy brali udział w Royal Rumble oraz wszyscy zostali wyeliminowani przez Brocka Lesnara. Następnie to Lesnar został wyeliminowany przez wściekłe Wyatt Family. Następnej nocy na Raw The Wyatt Family zaatakowało Kane’a po jego walce z Brayem Wyattem, a tydzień później podobny los spotkał Rybacka. 15 lutego The Wyatt Family interweniowało w pojedynku pomiędzy Strowmanem a Big Showem. Do ringu wbiegł Ryback, a następnie spod ringu wyszedł Kane, przebijając matę; wspólnie z Big Showem zdominowali The Wyatt Family. Na gali Fastlane, w drużynie z Rowanem i Strowmanem przegrał Six-Man Tag Team Match przeciwko Rybackowi, Kane’owi i Big Showowi. The Wyatt Family zrewanżowało się za tę przegraną dzień później na Raw. Na gali Roadblock Bray Wyatt i Harper zostali pokonani przez Brocka Lesnara w Handicap Matchu. 21 marca, Harper odniósł kontuzję kolana podczas nieemitowanej walki na Raw. Później poinformowano fanów, iż z powodu kontuzji zawodnik będzie musiał pauzować 5-6 miesięcy. Z powodu odniesienia kontuzji, Harper nie został przeniesiony do brandu Raw i SmackDown w drafcie z 2016.

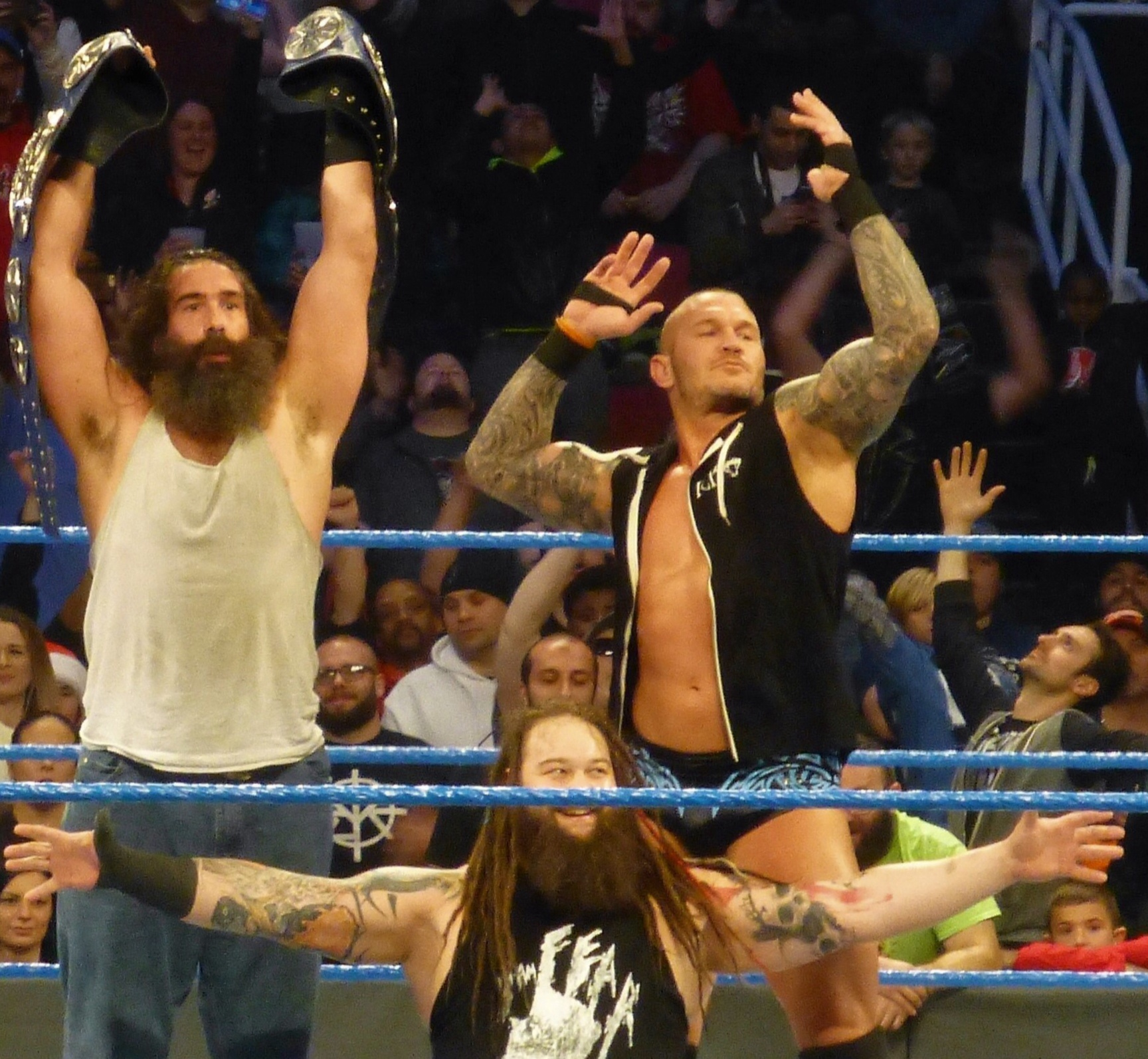
Harper, Bray Wyatt i Randy Orton w posiadaniu WWE SmackDown Tag Team Champions

Harper powrócił do ringu 5 października 2016 łącząc siły z Kevinem Owensem przeciwko Samiemu Zaynowi i Sethowi Rollinsowi na gali brandu Raw typu house show. Cztery dni później powrócił w walce wieczoru gali No Mercy brandu SmackDown, pomagając Brayowi Wyattowi pokonać Randy’ego Ortona i ponownie reaktywując The Wyatt Family. 4 grudnia na gali TLC: Tables, Ladders & Chairs, Wyatt i Orton (który dołączył do Wyatt Family) wspólnie zdobyli WWE Tag Team Championship, gdzie trzy dni później ogłoszono, iż Harper jest również uznawany za mistrza poprzez zasadę „Freebird Rule”. The Wyatt Family, które reprezentowali Orton i Harper, straciło tytuły Tag Team na rzecz American Alpha (Chada Gable’a i Jasona Jordana) w four-way elimination matchu na SmackDown z 27 grudnia.

#### Kariera solowa (2017)
Po tym jak Orton i Wyatt ponownie przegrali z American Alpha podczas odcinka SmackDown Live z 10 stycznia, Harper przypadkowo wykonał superkick na Wyattcie. Harper i Orton zawalczyli ze sobą dwa tygodnie później, gdzie po wygranej Ortona, Wyatt wykonał Harperowi Sister Abigail sygnalizujący wyrzucenie Harpera z ugrupowania. Na gali Royal Rumble, Harper wziął udział w Royal Rumble matchu jako 25. uczestnik i zaatakował Wyatta oraz Ortona, potwierdzając przejście na rolę protagonisty. Na gali Elimination Chamber, Harper został pokonany przez Ortona w singlowym pojedynku.

#### The Bludgeon Brothers (2017–2019)
10 października na epizodzie WWE SmackDown Rowan powrócił do WWE TV ponownie łącząc siły z Erickiem Rowanem. Tym razem z nowym gimmckiem jako Bludgeon Brothers i Harper usunął pierwszy człon swojego pseudonimu, podobnie jak Rowan. Swój ringowy debiut zaliczyli 21 listopada przeciwko The Hype Bros (Mojo Rawley i Zack Ryder). Ich pierwszy feud mieli przeciwko Breezango. Po kilku tygodniach swojej domniacji dostali walkę o SmackDown Tag Team Championship przeciwko The Usos (Jey i Jimmy Uso) i The New Day (Big E, Xavier Woods i Kofi Kingston). Walkę wygrali stając się nowymi mistrzami. Swoje pasy obronili na Greatest Royal Rumble przeciwko The Usos. The Club (Luke Gallows i Karl Anderson) na Money in the Bank 2018,Team Hell No (Daniel Bryan i Kane) na Extreme Rules. Ostatnią obroną pasów była ta przeciwko The New Day na SummerSlam. Na 1 WWE SmackDown po gali SummerSlam 2018 stracili pasy na rzecz The New Day. Główną przyczyną tego posunięcia była kontuzja Rowana, która eliminuje go z akcji na ok: 6-7 miesięcy.

## Życie prywatne
W wywiadzie w roku 2012 Huber wspomniał, że ma żonę i syna.

## Śmierć
Huber zmarł 26 grudnia 2020, w wieku 41 lat. Jego żona wyjawiła również, że wrestler był leczony z choroby płuc, a nawet był hospitalizowany na oddziale intensywnej terapii od końca października 2020 roku. Było to prawdopodobną przyczyną śmierci mężczyzny.

## Mistrzostwa i osiągnięcia
- Alpha-1 Wrestling

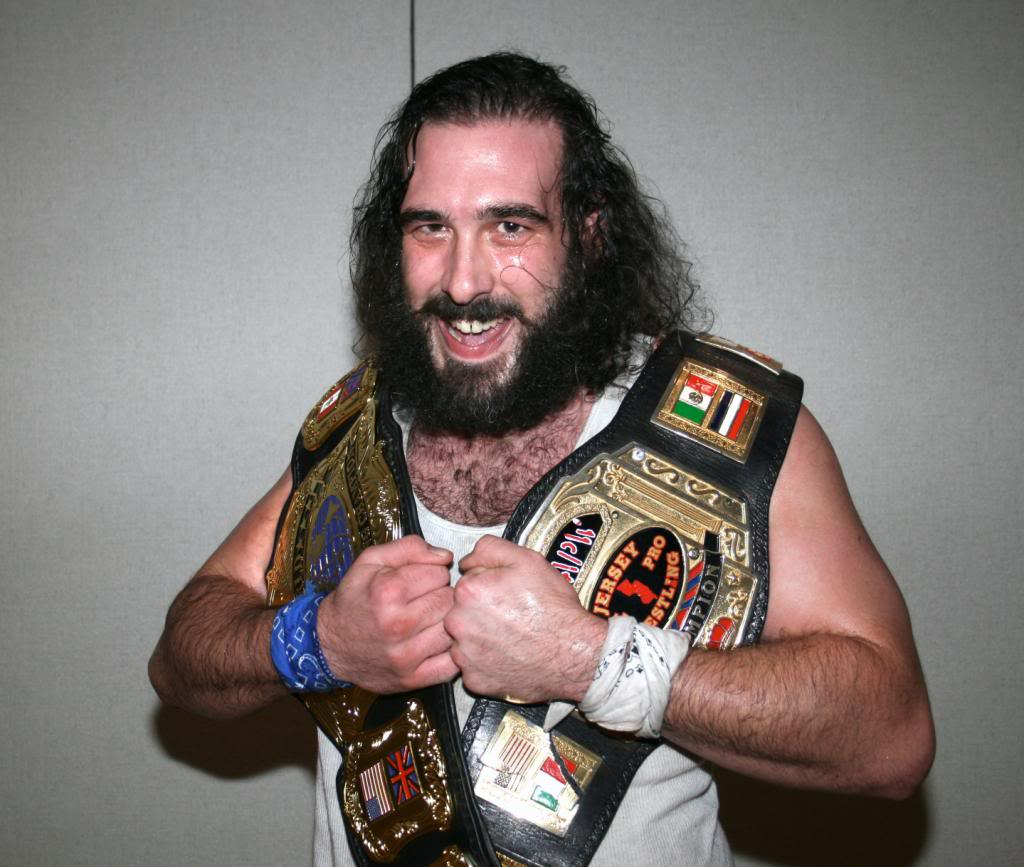
Lee trzymający tytuły JAPW Heavyweight i Tag Team Championship w listopadzie 2010

  - A1 Zero Gravity Championship (1 raz)[4]

- Jersey All Pro Wrestling
  - JAPW Heavyweight Championship (1 raz)[65]
  - JAPW New Jersey State Championship (1 raz)[66][67]
  - JAPW Tag Team Championship (1 raz) – z Necro Butcherem[66][68]

- Next Era Wrestling
  - NEW Heavyweight Championship (1 raz)[1][69]

- NWA Empire
  - NWA Empire Heavyweight Championship (1 raz)[1][70]

- NWA Mississippi
  - NWA Southern Television Championship (1 raz)[71]

- Pro Wrestling Illustrated
  - PWI umieściło go na miejscu 24. w top 500 wrestlerów w PWI 500 w 2015[72]

- Rochester Pro Wrestling / NWA Upstate / NWA New York
  - NWA Upstate Kayfabe Dojo Championship (1 raz)[5][73]
  - NWA Upstate/NWA New York Heavyweight Championship (3 razy)[1][74][66]
  - RPW Tag Team Championship (1 raz) – z Freddiem Midnightem[1][75]
  - RPW/NWA Upstate Television Championship (1 raz)[76]

- Squared Circle Wrestling
  - 2CW Heavyweight Championship (2 razy)[77]

- World of Hurt Wrestling
  - WOHW United States Championship (3 razy)[78]

- Wrestling Observer Newsletter
  - Best Gimmick (2013) The Wyatt Family[79]

- WWE
  - WWE Intercontinental Championship (1 raz)[80]
  - WWE SmackDown Tag Team Championship (2 razy) – z Brayem Wyattem i Randym Ortonem1[55], z Rowan’em
  - Slammy Award (1 raz)
    - Match of the Year (2014) Team Cena vs. Team Authority na gali Survivor Series[81]

1 Harper, Wyatt i Orton bronili tytułów pod zasadą Freebird Rule.
- WWE NXT
  - NXT Tag Team Championship (1 raz) – z Erickiem Rowanem[82]
- AEW
  - AEW TNT Championship (1 raz)